# Jay Ajayi
Pour les articles homonymes, voir Ajayi.
(en) Statistiques sur pro-football-reference
Jay Ajayi, né le 15 juin 1993 à Londres, est un joueur américain de football américain qui évoluait au poste de running back en National Football League (NFL).

## Biographie

### Jeunesse
Né au Royaume-Uni, il part vivre aux États-Unis avec sa famille à l'âge de sept ans.

### Carrière universitaire
Étudiant à l'université d'État de Boise, il joue avec les Broncos de 2011 à 2014.

### Carrière professionnelle
Il est sélectionné au cinquième tour, 149e rang au total, par les Dolphins de Miami lors de la draft 2015 de la NFL.
Sélectionné au Pro Bowl en 2016, il est l'un des meilleurs jeunes coureurs de la ligue lors de la saison 2016. Lors de cette saison, il court pour 1 271 yards sur la saison, soit 84,6 yards par rencontre et inscrit 8 touchdowns.
Il est échangé aux Eagles de Philadelphie en 2017. Sa première saison en Pennsylvanie est consacré par une victoire au Super Bowl LII.
Il signe à nouveau avec les Eagles le 15 novembre 2019, à la suite du placement de Darren Sproles sur la liste des blessés. Il est libéré par les Eagles le 24 décembre 2019.
Le 8 janvier 2022, Ajayi prend sa retraite de la NFL. Ce soir là, il est nommé capitaine honoraire des Eagles pour leur dernier match de saison régulière contre les Cowboys de Dallas.